# Santa Maria della Concezione dei Cappuccini
Santa Maria della Concezione dei Cappuccini ou Igreja de Nossa Senhora da Conceição dos Capuchinhos é uma igreja de Roma, Itália, encomendada em 1626 pelo papa Urbano VIII, cujo irmão, Antonio Barberini, era um frade capuchinho. Está localizada na Via Veneto, perto da Piazza Barberini, no rione Ludovisi.

## História
A igreja foi projetada por Antonio Casoni e construída entre 1626 e 1631 com uma pequena nave e diversas capelas laterais. Numa delas está sepultado São Félix de Cantalice e noutra, o beato Crispino de Viterbo. 
Na primeira capela à direita estão uma dramática peça-de-altar, "São Miguel Arcanjo" (c. 1635), de Guido Reni, e "Zombaria com Cristo", de Gherardo delle Notti. Na segunda capela está uma "Transfiguração", de Mario Balassi, e uma "Natividade" (c. 1632), de Lanfranco. Na terceira, "São Francisco de Assis recebe os Estigmas", de Domenichino. A quarta capela abriga uma "Agonia no Horto" (ca. 1632), de Baccio Ciarpi, e a quinta, "Santo Antônio", de Sacchi, que também pintou uma "Aparição da Virgem a São Boaventura" (1645) na quinta capela à esquerda. O monumento funerário de Alexandre Sobieski é obra de Camillo Rusconi. Na terceira capela à esquerda está uma "Deposição da Cruz" de Andrea Camassei e uma outra "Estigmatização de São Francisco" (ca. 1570), de  Girolamo Muziano. Na segunda capela está uma tela de "São Félix de Cantalice", de Alessandro Turchi, e na primeira, "São Paulo recupera a Visão" (ca. 1631) de Pietro da Cortona.

## Cripta
A famosa cripta desta igreja está localizada no subsolo da igreja. Em 1631, o cardeal Antonio Barberini, que era capuchinho, ordenou que os restos de milhares de frades fossem exumados e transferidos do convento na Via dei Lucchesi para a cripta. Os ossos foram arrumados nas paredes e os frades passaram, a partir daí, a enterrar seus próprios mortos no local, juntamente com os corpos de romanos indigentes. Os frades da ordem passaram a frequentar o local para rezar todas as noites antes de se retirarem para dormir.
Atualmente, a cripta (ou ossário) abriga os restos de mais de 4 000 frades sepultados no local entre 1500 e 1870, quando a Igreja Católica proibiu o enterro sob igrejas. A cripta subterrânea está dividida em cinco capelas, iluminadas apenas pela pouca luz que penetra pelas fissuras e por umas poucas lâmpadas fluorescentes. As paredes estão decoradas pelos restos mortais dos frades, o que faz da cripta uma macabra obra de arte. Alguns esqueletos estão intactos, vestidos com os trajes franciscanos, mas a maior parte foi desmembrada para que seus ossos fossem utilizados para compor as elaboradas obras de arte.
Uma placa em uma das capelas declara, em três línguas, que "O que você é hoje, nós já fomos; o que nós somos hoje, você será", um memento mori.
A popularidade da cripta como atração turística chegou a rivalizar com a das catacumbas de Roma. É possível que o Ossário de Sedlec (1870), na República Checa, e a Capela dos Crânios, na Polônia, tenham se inspirado na cripta dos capuchinhos.

## Galeria

Imagens da igreja
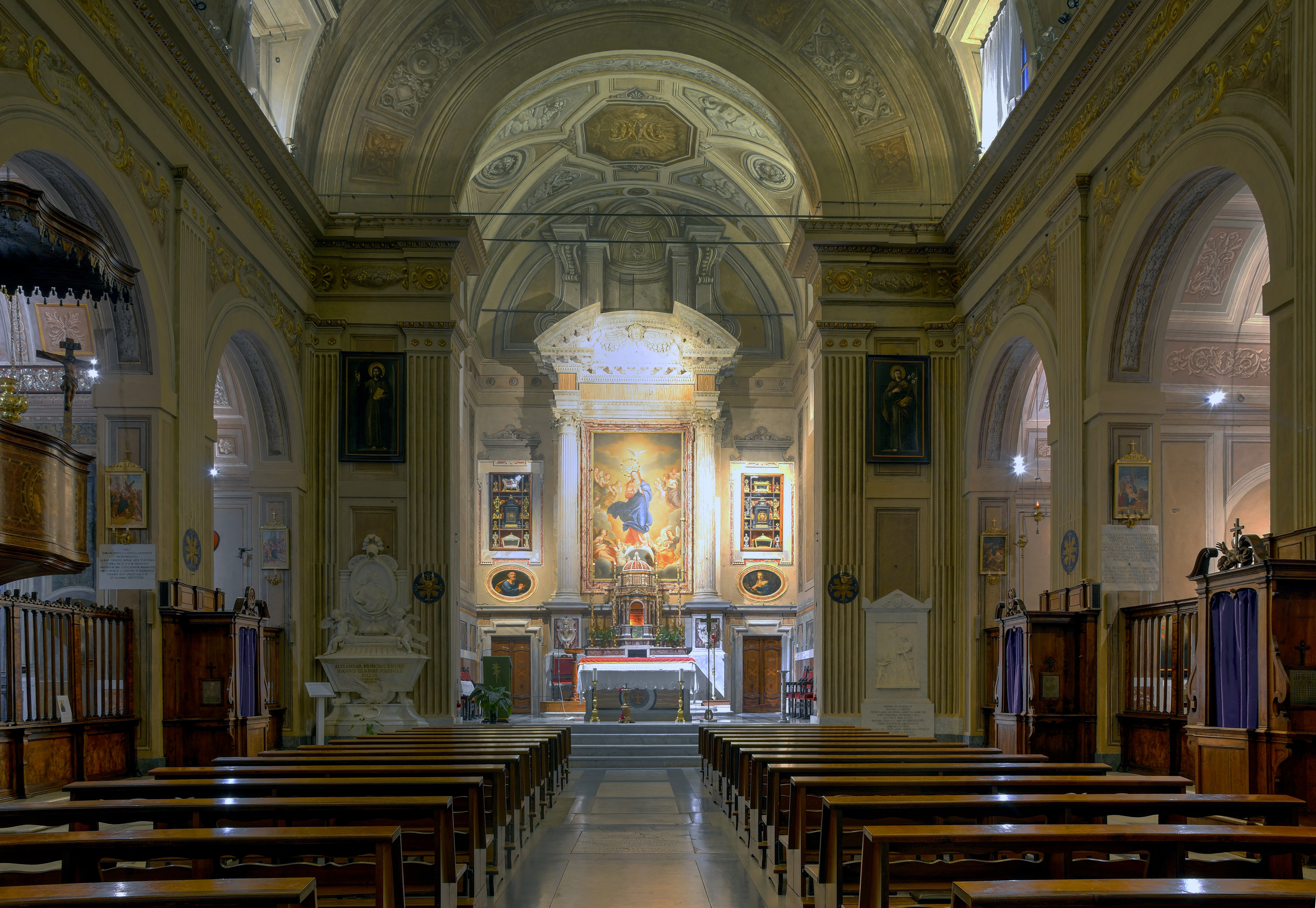
Vista do interior.
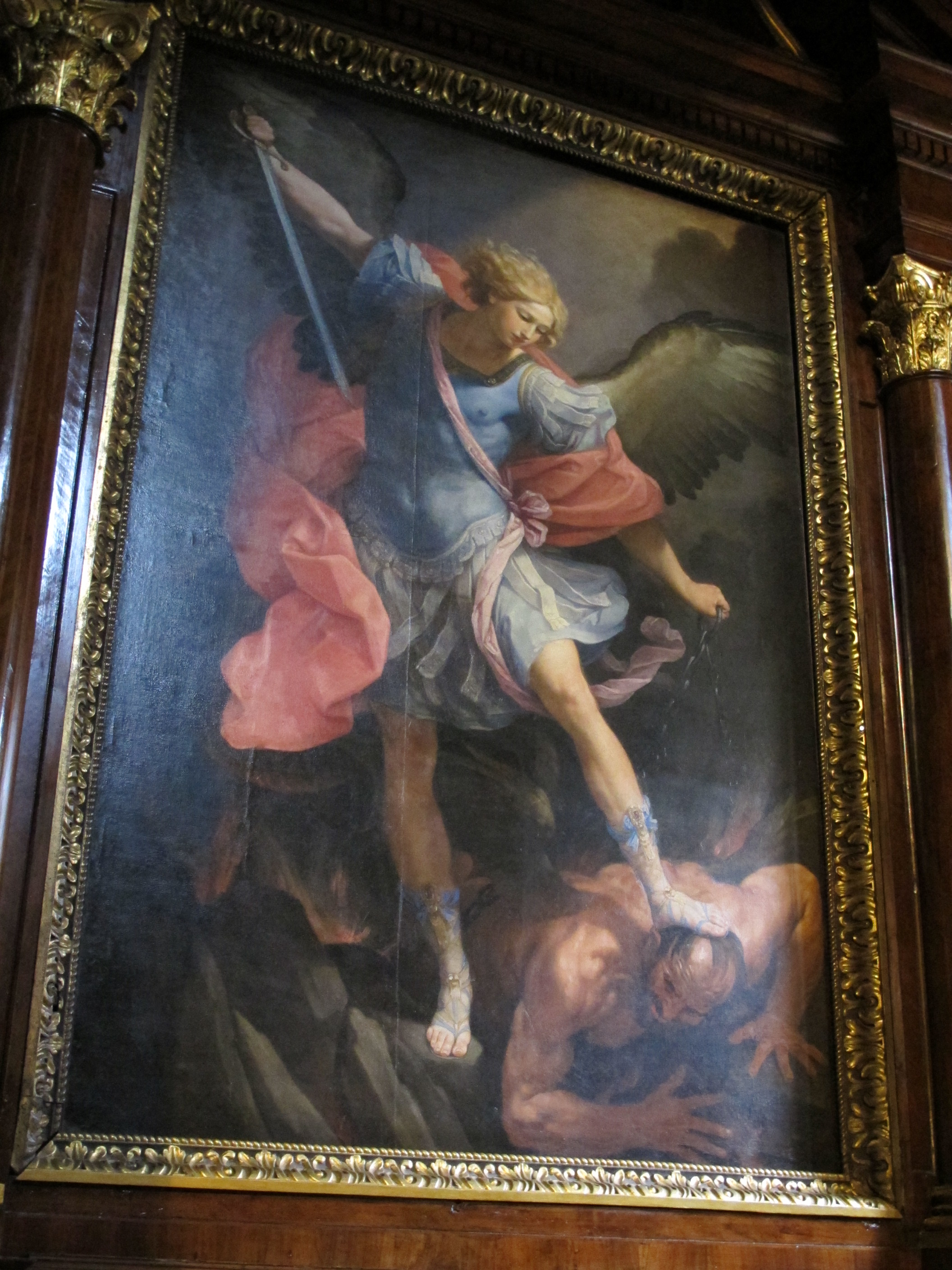
"São Miguel Arcanjo", de Guido Reni.
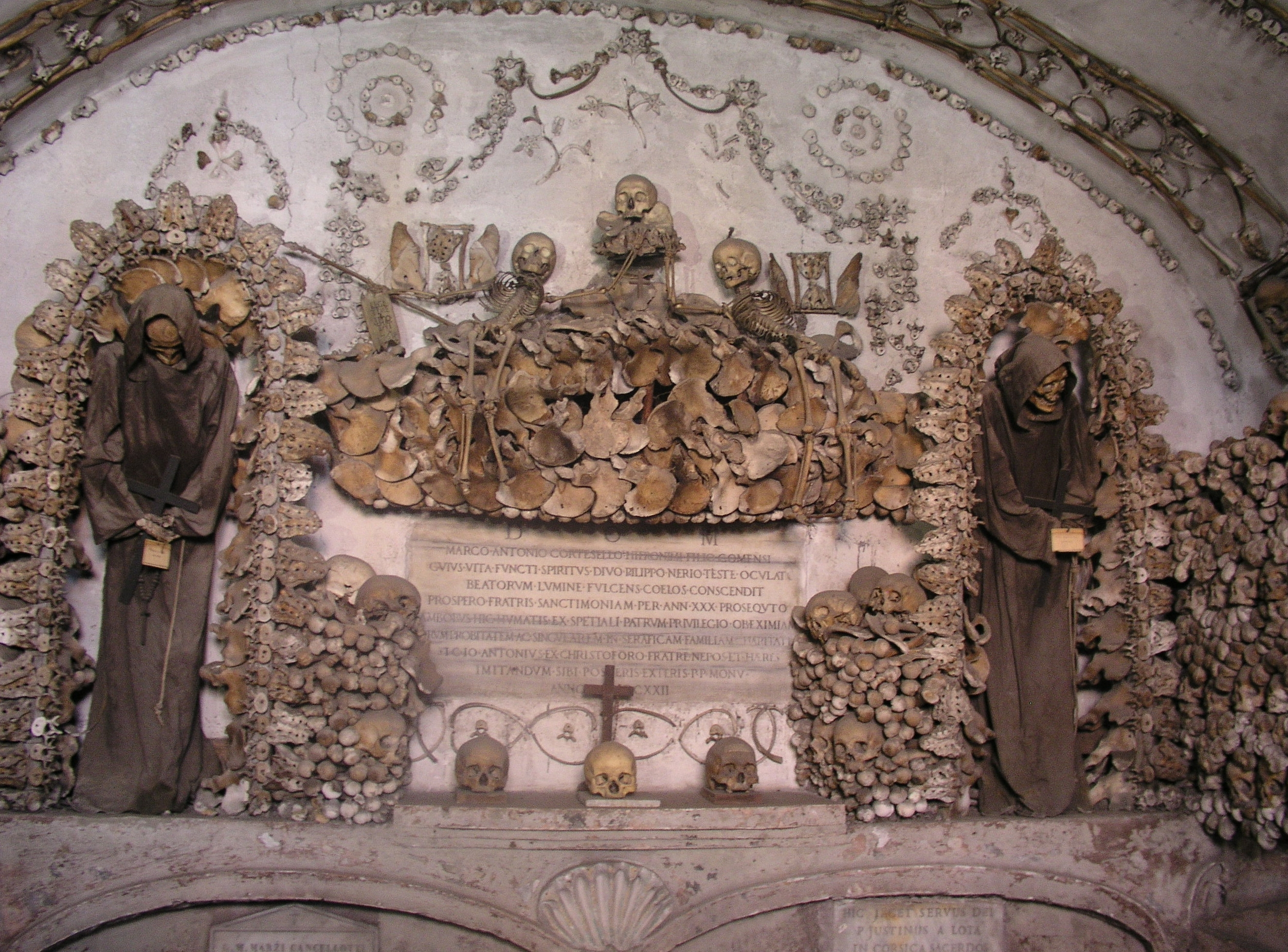
Cripta.
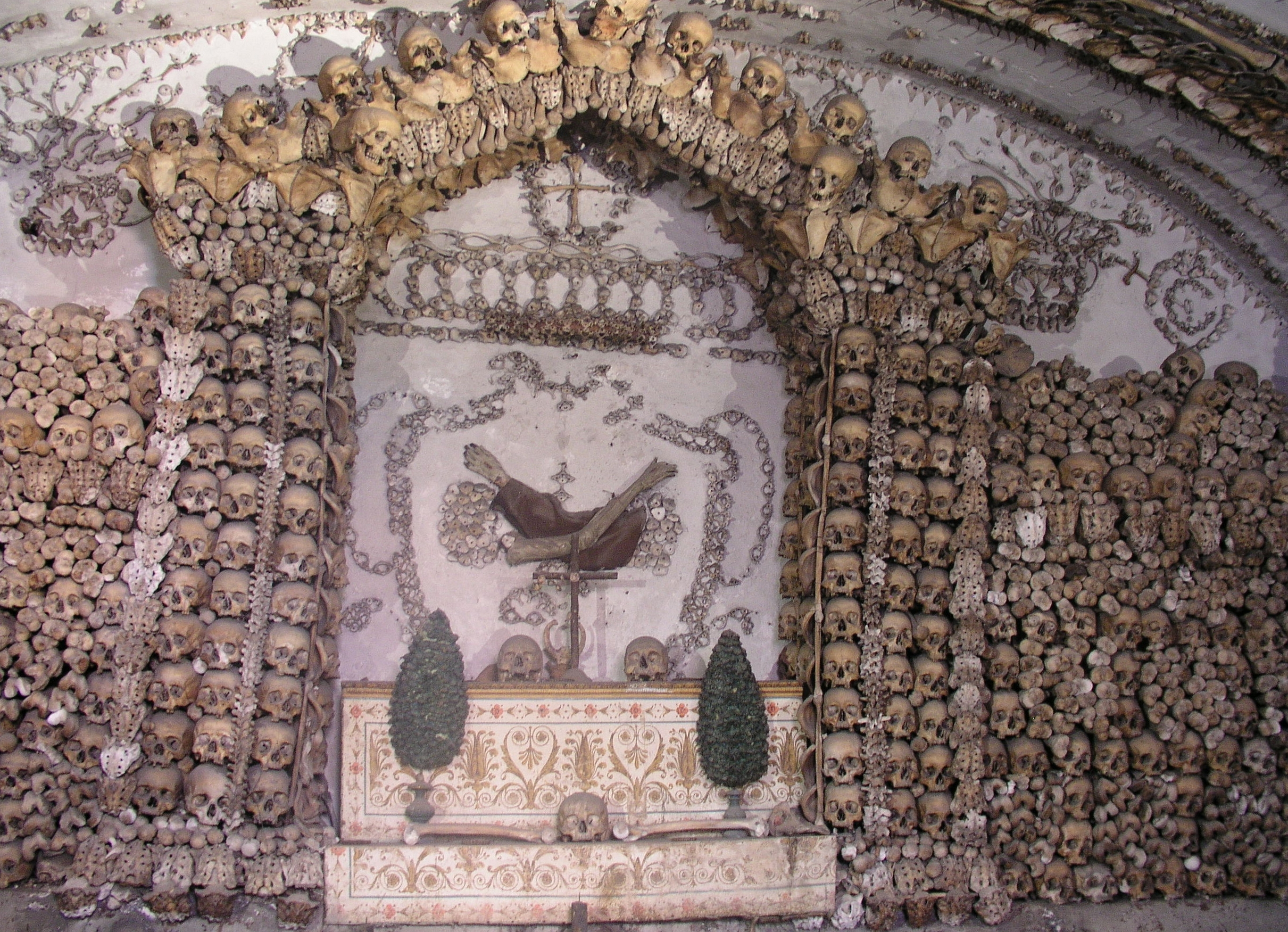
Cripta.
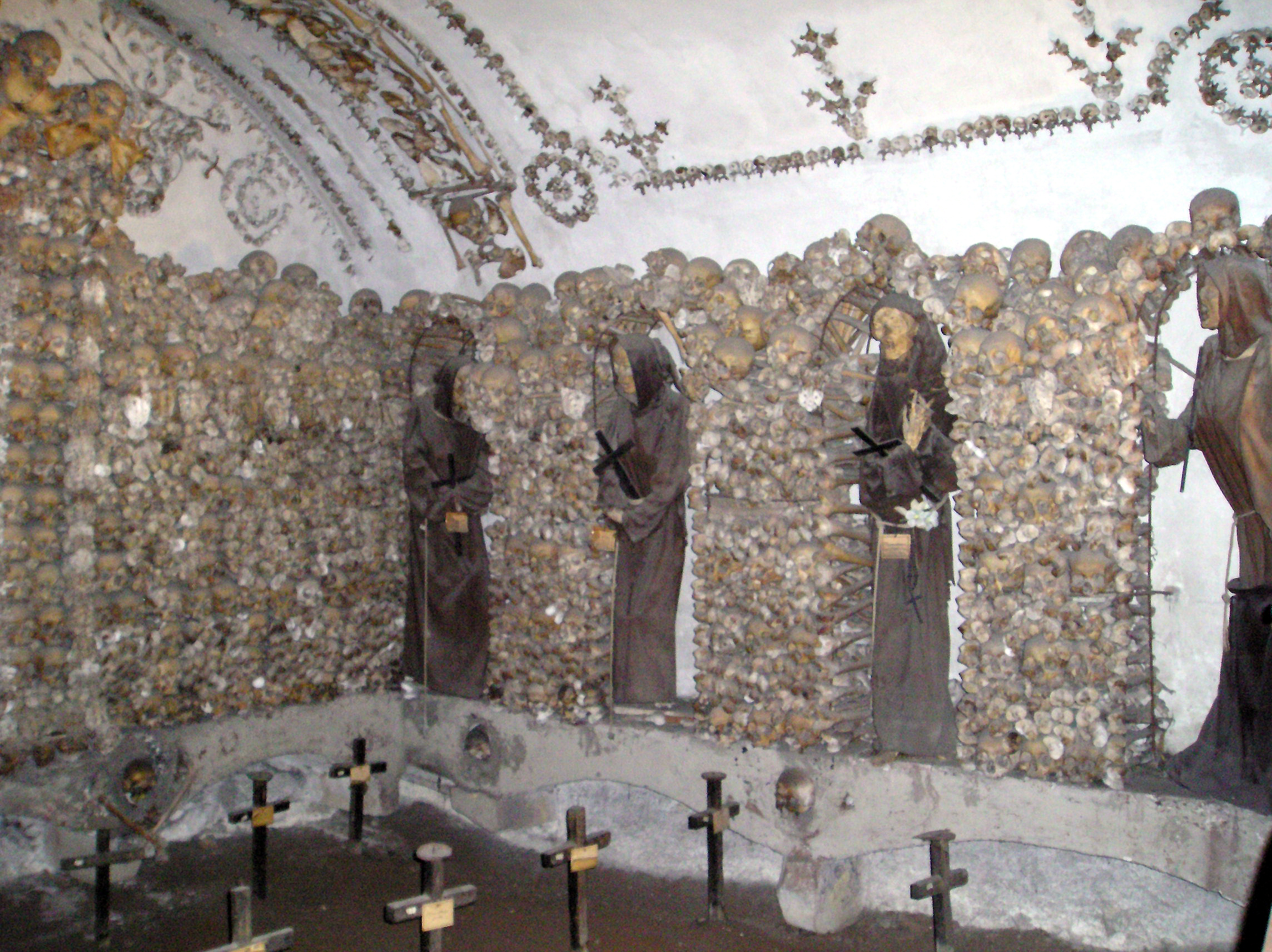
Cripta.
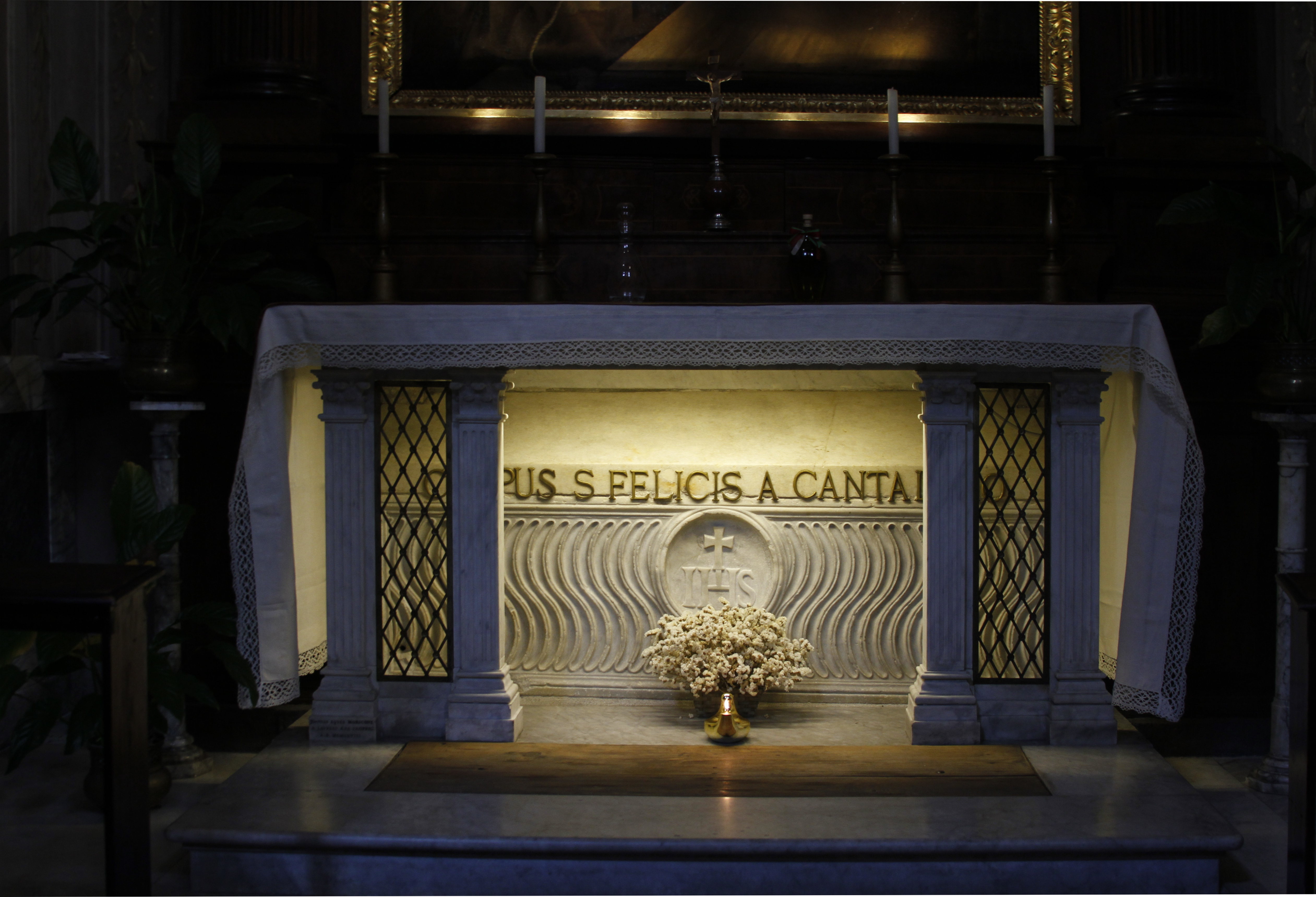
Túmulo de São Félix de Cantalice